# In aller Stille (Film)
In aller Stille ist ein deutscher Fernsehfilm, der am 3. November 2010 erstmals im Fernsehen ausgestrahlt wurde und am 1. Juli 2010 beim Filmfest München Premiere hatte. Das Drehbuch schrieb Ariela Bogenberger, Regie führte – wie schon bei Marias letzte Reise – Rainer Kaufmann.

## Handlung
Anja Amberger ist Kriminalkommissarin in einer bayerischen Gemeinde und Mutter zweier Kinder. Sie lebt von ihrem Mann getrennt, die Scheidung steht unmittelbar bevor. Die Doppelbelastung als berufstätige, alleinerziehende Mutter und die häufigen Nachtdienste verlangen ihr viel ab. Gerade im Umgang mit ihrem fünfjährigen Sohn Tom reagiert sie oft gereizt und ein wenig lieblos. Auch das Verhältnis zu ihrer pubertierenden Tochter Laura ist nicht ungetrübt, bietet die Aussicht statt bei der Mutter auch mit dem Vater auf dem Bauernhof der Großeltern leben zu können doch Gelegenheit, die Mutter unter Druck zu setzen. Amberger fürchtet, dass ihr Noch-Ehemann und die Schwiegereltern ihr die Kinder entfremden und auf ihre Seite ziehen könnten.
Eines Abends wird die Kriminalbeamtin mit ihrem Kollegen Anton Kirmayer zum Haus der Familie Anik gerufen, die Amberger vom Kindergarten ihres Sohnes vom Sehen her kennt. Eine Anwohnerin, Frau Gallus, hatte beobachtet, wie der dreijährige Nachbarsjunge bei kühlen Temperaturen zwei Stunden im Vorgarten der Familie hatte stehen müssen, und die Polizei alarmiert. Die Eltern des kleinen Max versichern hingegen, es habe sich nur um wenige Minuten gehandelt, der Junge wollte beim Zubettgehen nicht folgen und sollte ein wenig „abkühlen“. Als Anja Amberger sich gerade vom Wohlergehen des schlafenden Jungen überzeugen will, kommt der Vater ins Kinderzimmer. Irritiert durch sein plötzliches Erscheinen, versäumt sie es nachzuschauen, ob der Körper des Kindes Spuren von Misshandlungen aufweist, behält dies jedoch zunächst für sich. Am nächsten Tag informiert sie lediglich das Jugendamt darüber, dass es in der Familie Anik Probleme gibt.
Wenige Tage später ist der kleine Max verschwunden. Eine umfangreiche Suchaktion läuft an, bleibt aber trotz Unterstützung durch Kollegen aus Rosenheim ergebnislos. Im Laufe der Ermittlungen kommt ans Licht, dass Christian Anik seit geraumer Zeit arbeitslos ist und gelegentlich der Schwarzarbeit nachgeht, während die Mutter als Verkäuferin in einer Bäckerei den Lebensunterhalt der Familie weitgehend allein bestreitet, diesem Druck aber immer häufiger mittels Alkohol zu entfliehen sucht. Die Familie hat Schulden, die Situation zu Hause ist oft angespannt, die Mutter im Alltag überfordert. Stephanie Anik gibt zu Protokoll, dass sie am fraglichen Abend bei einer Freundin zu Besuch war und erst gegen Mitternacht nach Hause gekommen sei. Erst später gibt sie Amberger gegenüber zu, betrunken gewesen zu sein, und, entgegen ihrer ersten Aussage, nicht mehr nach dem schlafenden Kind geschaut zu haben, sondern gleich eingeschlafen zu sein. Der Vater beteuert, mit dem Verschwinden seines Sohnes nichts zu tun zu haben. Eine Nachbarin gibt jedoch an, dass jemand nachts noch einmal das Haus verlassen habe. Das Kind bleibt weiter verschwunden. Amberger macht sich Vorwürfe und vertraut sich ihrem Kollegen Kirmayer an.
Doch nicht nur der ungeklärte Fall belastet Anja Amberger, die Polizistin ist selbst traumatisiert und kämpft mit Ängsten, die aus ihrer eigenen Kindheit herrühren. Dies wird deutlich, als bei einer Hausdurchsuchung bei den Aniks die Tür zum Heizungskeller hinter ihr ins Schloss fällt. Auch zu ihrer Mutter Mechthild hat Amberger ein sehr gespanntes Verhältnis. Als die Tochter sie damit konfrontiert, rechtfertigt diese die strengen Erziehungsmethoden ihres verstorbenen Mannes und möchte die Vergangenheit am liebsten auf sich beruhen lassen. Zusehends am Ende ihrer Kraft, erzwingt Amberger nach einer heftigen Auseinandersetzung von ihrer Mutter die Herausgabe eines Koffers mit alten Tagebüchern und Erinnerungsstücken aus ihrer Kindheit. Während einer langen Nacht versucht sie, der Quelle ihrer Ängste auf den Grund zu gehen.
Bei einer weiteren Suchaktion wird schließlich die Leiche des vermissten Jungen in einem Versteck in einem Schuppen entdeckt, wo Christian Anik wenige Tage zuvor gearbeitet hat. Die Obduktion ergibt, dass Max Anik durch massive Gewalteinwirkung starb, und bereits in der Vergangenheit wiederholt körperlich misshandelt worden war. Der Vater schweigt. Selbst als der Leiter der polizeilichen Ermittlungen, Roland März, ihn mit Beweismaterial konfrontiert, will Anik von früheren Misshandlungen des Kindes nichts wissen. Schließlich sagt er aus, es sei ein Unfall gewesen, er habe nicht gewollt, dass dem Jungen etwas passiert. Stephanie Anik bricht daraufhin zusammen. Christian Anik beharrt auch bei späteren Vernehmungen auf dieser Version. Sein Mandant habe, so sein Rechtsanwalt, lediglich die Folgen des tragischen Unfalls vertuschen wollen.
Ein letzter Besuch führt Anja Amberger noch einmal in den Keller ihres Elternhauses. Sie spürt, dass sie in ihrem Leben etwas ändern muss und wagt einen Neubeginn.

## Hintergrund
Die Dreharbeiten fanden im März und April 2009 unter dem Arbeitstitel Schutzlos statt. Der im Film Seeberg genannte Handlungsort ist fiktiv. Wichtigster Drehort war Wolfratshausen, wo an 17 der 25 Drehtage gefilmt wurde. Wolfratshausen war als „authentischer“ Ort „ohne klassischen Wiedererkennungswert“ gefragt, der „nicht zu lieblich oder pittoresk“ ist und eine „große Normalität bewahrt“ hat.
Bei der Erstausstrahlung im Rahmen der Reihe Der Filmmittwoch im Ersten erreichte In aller Stille 5,37 Millionen Zuschauer, was einem Marktanteil von 16,5 Prozent entsprach.

## Kritiken
In aller Stille sei, so schreibt Björn Wirth in der Frankfurter Rundschau, „ein großartiger Film über die alltägliche Gewalt an Kindern“ „mit einer großartigen Nina Kunzendorf und weiteren großartigen Schauspielern“, der „von der ersten Sekunde an eine beunruhigende, verstörende Atmosphäre“ verströme. „Diese beklemmende Grundstimmung wird von der Kamera verstärkt, sie [...] gönnt dem Zuschauer bis zum bitteren Ende keinen Moment der Erholung.“ Der Film „bietet am Ende zwar eine Lösung, Erlösung aber gibt es nicht.“
Tilmann P. Gangloff sieht Klaus Eichhammers Kameraführung als Schwachpunkt des Films. „Wie im Kino der Siebziger springen die Bilder immer wieder in die Nahaufnahme, gerissene Schwenks ersetzen den üblichen Schnitt.“ Statt dem Film einen „quasidokumentarischen Anstrich“ zu geben, wirke diese Ästhetik „bloß prätentiös“. In aller Stille sei, so Gangloff weiter, „auch ohne die aufdringliche Bildsprache schon unbequem genug.“ Gemessen am „großen Werk“ Marias letzte Reise sei In aller Stille „ein kleiner Film, der eine beinahe alltägliche Geschichte erzählt“
Für Tagesspiegel-Rezensent Thilo Wydra ist „Das eindringliche Drama um Kindestötung innerhalb der Familie [...] auch eine einfühlsam angelegte Abhandlung über all die Dinge, die zwischen Familienmitgliedern unausgesprochen bleiben und zu lang anhaltenden Traumata führen“, und konstatiert: „In aller Stille ist eine zutiefst beeindruckende Seelenstudie. Sie enthält Szenen, die trotz aller Dezenz und Behutsamkeit der Inszenierung, trotz aller Indirektheit und Andeutung im Visuellen dennoch kaum zu ertragen sind. In aller Stille gehört zum Besten, was der deutsche Fernsehfilm der letzten Jahre hervorgebracht hat. Ohne den geringsten Zweifel.“

## Auszeichnungen
- Nominierung für den Prix Europa und die Rose d’Or 2010[7]
- Beim Fernsehfilm-Festival Baden-Baden 2010 wurde Nina Kunzendorf mit einem Sonderpreis „für ihre herausragende schauspielerische Leistung“ und Ariela Bogenberger mit einem Sonderpreis für das beste Drehbuch ausgezeichnet. Der Film wurde von den Mitgliedern der Deutschen Akademie der Darstellenden Künste für das Festival nominiert.
- Nominierungen für die Goldene Kamera 2011 in den Kategorien Bester deutscher Fernsehfilm und Beste deutsche Schauspielerin Nina Kunzendorf
- Grimme-Preis 2011 an Ariela Bogenberger (Buch), Rainer Kaufmann (Regie) und Nina Kunzendorf (Darstellung)
- Deutscher Fernsehpreis 2011 an Nina Kunzendorf als Beste Schauspielerin; Nominierung in der Kategorie Bester Fernsehfilm